# K Bye For Now (SWT Live)
K Bye For Now (SWT Live) (estilizado en minúsculas) es el primer álbum en vivo de la cantante estadounidense Ariana Grande. Fue lanzado el 23 de diciembre de 2019 a través de Republic Records. El álbum incluye el repertorio de las canciones interpretadas en el Sweetener World Tour y fue totalmente producido por Grandel.

## Antecedentes
Después de que Grande diera inicio a la gira Sweetener World Tour en marzo de 2019 para promocionar los álbumes Sweetener (2018) y Thank U, Next (2019), la cantante publicó en Twitter el 17 de octubre de 2019 una fotografía donde se apreciaba la edición de archivos vocales en su computadora y agregó una descripción explicando que elegiría algunas grabaciones de sus canciones en vivo durante conciertos de la gira por si algún día lanzaba un álbum en vivo. En noviembre de 2019, Grande compartió más fotos de archivos de audio con nombres de diferentes ciudades en las que se había presentado a través de Instagram. El 1 de diciembre de 2019, Grande compartió una actualización sobre la producción del álbum.
El 10 de diciembre de 2019, Grande respondió afirmativamente a un fan que le preguntó si llegaría un álbum en vivo antes de fin de año. El 11 de diciembre de 2019, el álbum fue guardado previamente en la plataforma Spotify bajo el título SWT Live y luego Grande compartió la lista de canciones en Instagram. El 22 de diciembre de 2019, Grande reveló en Twitter que el álbum se titularía K Bye For Now (SWT Live) y se lanzaría más tarde esa noche después de finalizar el último concierto de la gira en Inglewood, California.

## Lista de canciones
Lista de canciones adaptada para Tidal. Todas las canciones son enlistadas como «live» y fueron producidas por Grande y Natural.

| N.º | Título                                                   | Escritor(es) | Duración |  |
| 1.  | «Raindrops (An Angel Cried)»                             | Bob Gaudio, Charlie Calello y Ariana Grande | 0:43     |  |
| 2.  | «God Is a Woman»                                         | Grande, Ilya Salmanzadeh, Max Martin, Rickard Göransson y Savan Kotecha                                                                          | 3:33     |  |
| 3.  | «Bad Idea»                                               | Grande, Salmanzadeh, Martin, Peter Svensson y Kotecha                                                                                            | 3:32     |  |
| 4.  | «Break Up With Your Girlfriend, I'm Bored»               | Grande, Salmanzadeh, Kandi Burruss, Kevin Briggs, Martin y Kotecha                                                                               | 3:43     |  |
| 5.  | «R.E.M»                                                  | Grande y Pharrell Williams | 2:57     |  |
| 6.  | «Be Alright»                                             | Grande, Khaled Rohaim, Lewis Hughes, Nicholas Audino, Thomas Brown, Victoria McCants y Willie Tafa                                               | 2:54     |  |
| 7.  | «Sweetener»                                              | Grande y Williams | 2:54     |  |
| 8.  | «Successful»                                             | Grande y Williams | 2:05     |  |
| 9.  | «Side to Side» (junto a Nicki Minaj)                     | Alexander Kronlund, Grande, Salmanzadeh, Martin, Onika Maraj, Ophlin Russell, Kotecha, Thom Bell, William Hart y Winston Riley                   | 4:20     |  |
| 10. | «7 Rings»                                                | Grande, Charles Anderson, Kimberly Krysuik, Michael Foster, Njomza Vitia, Oscar Hammerstein II, Richard Rodgers, Taylor Parks, Brown y McCants   | 3:46     |  |
| 11. | «Love Me Harder»                                         | Abel Tesfaye, Ahmad Balshe, Ali Payami, Martin, Svensson y Kotecha                                                                               | 1:23     |  |
| 12. | «Breathin»                                               | Grande, Salmanzadeh, Svensson y Kotecha | 3:28     |  |
| 13. | «Needy»                                                  | Grande, Parks, Brown y McCants | 2:54     |  |
| 14. | «Fake Smile»                                             | Andrew Wansel, Grande, Joseph Frierson, Justin Tranter, Kennedi Lykken, Mary Lou Frierson, Nathan Perez y Priscilla Renea                        | 3:25     |  |
| 15. | «Make Up»                                                | Grande, Brian Baptiste, Parks, Brown y McCants                                                                                                   | 2:18     |  |
| 16. | «Right There» (junto a Big Sean)                         | Al Sherrod Lambert, Grande, Carmen Reece, Harmony Samuels, Joseph Bereal, James «J-Doe» Smith, Jeff Lorber y Sean Anderson                       | 1:39     |  |
| 17. | «You'll Never Know»                                      | Antonio Dixon, Kenneth Edmonds, Khristopher Riddick-Tynes y Leon Thomas III                                                                      | 1:21     |  |
| 18. | «Break Your Heart Right Back» (junto a Childish Gambino) | Wansel, Bernard Edwards, Christopher Wallace, Donald Glover, Kirby Dockery, Mason Betha, Nile Rodgers, Sean Combs, Steven Jordan y Warren Felder | 2:14     |  |
| 19. | «NASA»                                                   | Grande, MacCants, Parx, Brown y Anderson | 3:05     |  |
| 20. | «Tattooed Heart»                                         | Riddick-Tynes, Brown, Antonio Dixon, Edmonds, Squire, Grande y Sean Foreman                                                                      | 3:23     |  |
| 21. | «Only 1»                                                 | Brown, Travis Sayles, Monét, Dennis Jenkins y Grande                                                                                             | 2:42     |  |
| 22. | «Goodnight n Go»                                         | Imogen Heap, Grande, MacCants, Brown, Anderson y Michael Foster                                                                                  | 3:08     |  |
| 23. | «Get Well Soon»                                          | Williams y Grande | 3:27     |  |
| 24. | «In My Head» (Interlude)                                 | Wansel, Grande, Perez, Brittany «Chi» Coney, Denisia Andrews, Lindel Deon Nelson Jr. y Jameel Roberts                                            | 2:30     |  |
| 25. | «Everytime»                                              | Grande, Salmanzadeh, Kotecha y Martin | 2:11     |  |
| 26. | «The Light Is Coming» (junto a Nicki Minaj)              | Williams, Maraj y Grande | 2:10     |  |
| 27. | «Into You»                                               | Martin, Kotecha, Alexander Kronlund, Salmanzadeh y Grande                                                                                        | 2:59     |  |
| 28. | «My Heart Belongs to Daddy»                              | Cole Porter | 1:47     |  |
| 29. | «Dangerous Woman»                                        | Johan Carlsson, Martin y Ross Golan | 3:53     |  |
| 30. | «Break Free»                                             | Anton Zaslavski, Martin y Kotecha | 2:31     |  |
| 31. | «No Tears Left to Cry»                                   | Grande, Martin, Kotecha, y Salmanzadeh | 3:53     |  |
| 32. | «Thank U, Next»                                          | Grande, McCants, Parx, Vitia, Kimberly Krysiuk, Brown, Foster y Anderson                                                                         | 6:29     |  |

Notas
- El título de todas las canciones es estilizado en minúscula.

## Lanzamiento en CD y Vinilo
El 7 de abril de 2021, el equipo de Ariana anunció vía Twitter que a partir del 12 de junio, iba a salir a la venta el doble CD y triple vinilo de K Bye For Now (SWT Live) a través de Record Store Day.

## Créditos y Personal
Créditos personal de estudio adaptados por Tidal

### Producción
- Ariana Grande - vocales, letras, composición, producción (todas las  pistas), producción vocal (todas las pistas ), arreglista vocal (pistas 2, 3, 4, 7, 8, 10, 12, 13, 19, 23, 25, 37, 32), mezcla, ingeniería
- Natural - producción (todas las pistas) director musical, mezcla, ingeniero
- Randy Merril - Masterizacion de ingeniería

- Tommy Brown - Compositor
- Mr Franks - Compositor
- Max Martin - Compositor
- Victoria Monet - Compositor
- Savan Kotecha - Compositor
- Illya Salmanzadeh - Compositor
- Pop Wansel - Compositor
- Malik Baptiste - Compositor
- Babyface - Compositor
- The Rascals - Compositor
- Pharell Williams - Compositor
- Cole Potter - Compositor
- Charles Anderson - Compositor
- Nicholas Audino - Compositor
- Anton Zaslavskli - Compositor

### Músicos
- Aaron Spears - Batería
- Eric Ingram - Bajo
- Nelsen Jackson - Teclado

## Posicionamiento en listas
| Lista (2019)                    | Mejor posición |
| ------------------------------- | -------------- |
| Australia Digital Albums (ARIA) | 24             |
| Estados Unidos (Billboard 200)  | 97             |
| Países Bajos (Album Top 100)    | 57             |
| Suiza (Schweizer Hitparade)     | 93             |